# Герберт, Уильям, 3-й граф Пембрук
Уильям Герберт, 3-й граф Пембрук (8 апреля 1580 — 10 апреля 1630) — сын Генри Герберта 2-го графа Пембрука и его третьей жены Мэри Сидни. Ректор Оксфордского университета, основатель колледжа Пембрук. В 1623 году вместе со своим братом профинансировал публикацию первого фолио Шекспира.

## Ссылки

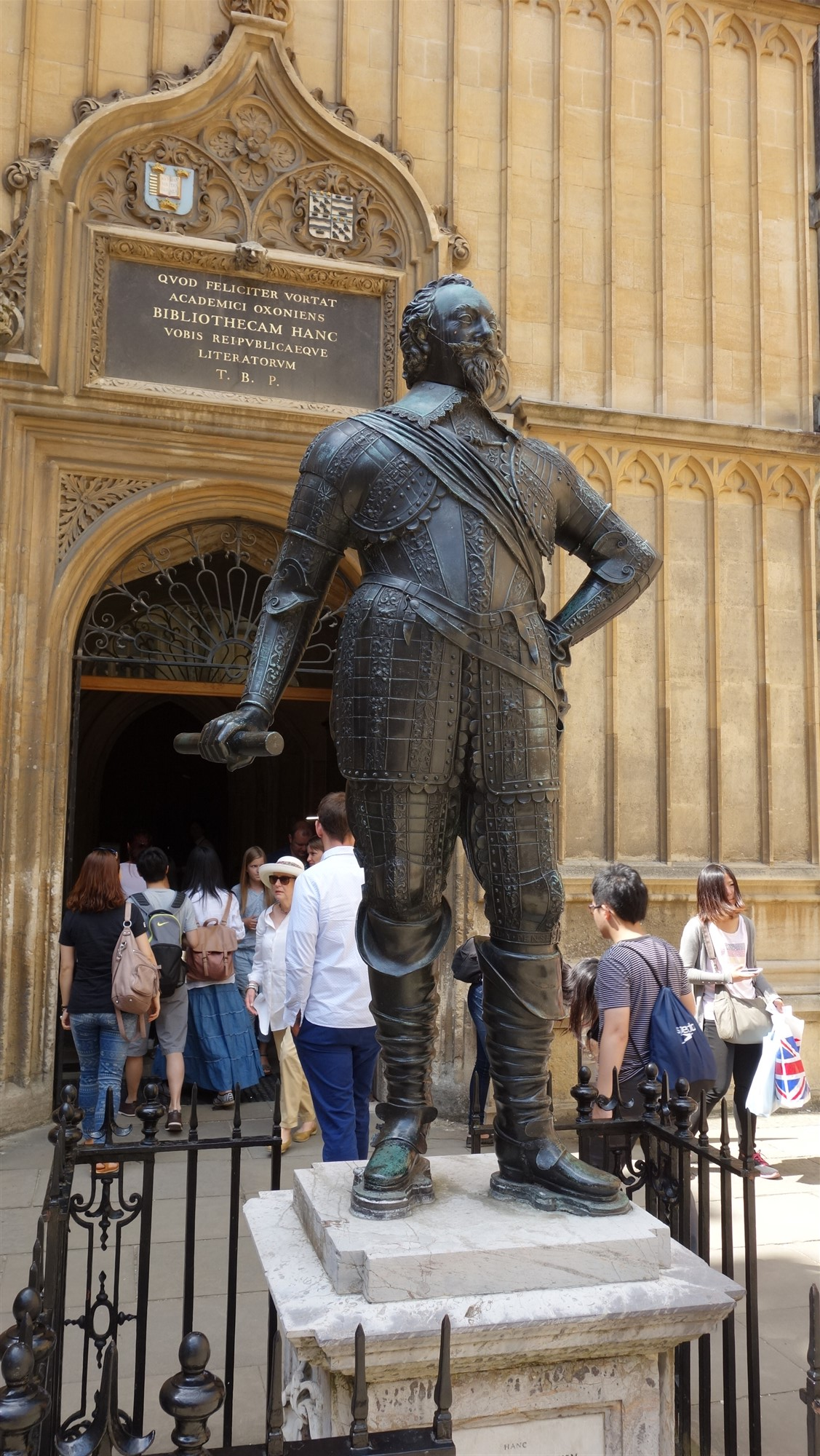
Памятник графу Пембруку перед входом в Бодлианскую библиотеку, Оксфорд. Скульптор Юбер Лесюэр (ок. 1580 — после 1658).